# Tiszavárkony megállóhely
Tiszavárkony megállóhely egy Jász-Nagykun-Szolnok vármegyei vasúti megállóhely, Tiszavárkony településen, melyet a MÁV üzemeltet. A megállóhely jegypénztár nélküli, nincs jegykiadás.

## Vasútvonalak
Az állomást az alábbi vasútvonalak érintik:
- Kecskemét–Szolnok-vasútvonal

## Kapcsolódó állomások
A vasútállomáshoz az alábbi állomások vannak a legközelebb:
- Tószeg vasútállomás
- Tiszajenő-Vezseny megállóhely

## Forgalom
| Járat | Útvonal | Gyakoriság |
| ----- | --- | ---------- |
| S220  | Szolnok – Piroska – Tószeg – Tiszavárkony – Tiszajenő-Vezseny – Tiszajenő alsó – Óbög – Újbög – Tiszakécske – Kerekdomb – Lakitelek – Árpádszállás – Szikra – Világoshegy – Nyárjas – Nyárlőrinc alsó – Nyárlőrinc – Nyárlőrinci szőlők – Kisfái – Alsóúrrét – Kecskemét | Napi 3 pár |